# Analogismus
Der Analogismus oder Analogieschluss (griechisch ἀναλογισμός analogismós) ist eine Schlussfolgerung aufgrund der Analogie zwischen zwei Objekten nach dem Muster:
A  hat Ähnlichkeit mit B. B hat die Eigenschaft C. Also hat auch A die Eigenschaft C.
Objekte können dabei Wesen, Dinge oder Phänomene sein, die Ähnlichkeit kann in anderen Eigenschaften, Symptomen, Strukturen, Relationen und Funktionen bestehen.
Dieses Schlussverfahren wird auch bezeichnet als Schluss per analogiam (lateinisch ratiocinatio per analogiam). Dem Analogieschluss wird häufig Beweiskraft zugebilligt (die jedoch bestenfalls nur bedingt gegeben ist) und er wird dann als Analogiebeweis bezeichnet.
Zwei grundlegende Arten von Analogieschlüssen ergeben sich aus der Unterscheidung zwischen struktureller und funktioneller Analogie.

## Geschichte

### Antike bis zur Scholastik
Der Analogismus war als paradeigma schon bei Aristoteles zu finden (in: erste Analytik). Theophrast bezeichnete dieses Schlussverfahren als Schluss aus hypothetischen Prämissen. Die Epikureer betrachten dies Verfahren (o kata ten omoioteta tropos) als Mittel von den Erscheinungen zum Unbekannten. Bei Boethius wird dieser Schluss als exemplum bezeichnet. In den theologischen Lehren der Scholastik erlangt das Verfahren aus theologischen Bedürfnissen eine besondere Wertung, vor allem in Hinblick auf positive Aussagen über die göttliche Vorstellung nach der so-genannten Analogie des Seins.

### Analogieschlüsse nach der Scholastik
Während David Hume die Analogieschlüsse zu den Wahrscheinlichkeitsschlüssen rechnet, ordnet sie Wilhelm Wundt zu den Subsumtionsschlüssen (in: Logik I).
Ansätze zu einer Verwendung der Analogieschlüsse in die allgemeine Methodologie der Naturwissenschaften finden sich erst bei Francis Bacon und in entwickelter Form bei John Stuart Mill.

## Theorie
Der Analogismus ist streng genommen kein Beweis – er besteht im Schluss auf die ungewissen Teile eines nicht vollständig bekannten Systems aus der Kenntnis eines ähnlichen, aber vollständig bekannten. Er ist daher vor allem ein Instrument zur Hypothesenbildung und hat „nur heuristischen Wert“.
Der Analogieschluss kann nur dann ein Beweis sein, wenn die beiden Systeme, also das abbildende und das abgebildete System, einander isomorph sind, zumindest in dem entsprechenden Teilbereich, für den der Beweis geführt wird, und solange die entsprechenden Transformationsregeln beachtet werden.
Analogieschlüsse haben sich als außerordentlich fruchtbar erwiesen und wichtige Teilerkenntnisse erbracht, bis die Erkenntnis der Quantisierung der Energie und der Bahnen im Falle der atomaren Strukturen den wesentlichen Unterschied zwischen den Verhältnissen eines Sonnensystems und der Atomstruktur einsichtig werden ließ. Dieses Beispiel zeigt zugleich die Problematik des Analogismus: es ist ein Schluss der Wahrscheinlichkeit. Im Grenzfalle, geht die Analogie in Isomorphie über, lässt sich die Analogie, die zunächst partiell gewonnen wird, d. h. von der Übereinstimmung in einigen wesentlichen Eigenschaften, Strukturen u. a. ausgeht, durch Zuordnung entsprechender Elemente totalisieren. Andererseits erweisen sich Analogieschlüsse als falsch, wenn neben aller Ähnlichkeit oder Übereinstimmung ein wesentlicher Unterschied zwischen den in der Analogie gesetzten Erscheinungen nachweisbar ist.

## Anwendungsfälle

### Schluss auf das fremdpsychische Bewusstsein
Ein bekannter Analogieschluss bezieht sich auf das Bewusstsein:
- Ich spüre an mir, was es bedeutet, Bewusstsein zu besitzen.
- Ich nehme Ähnlichkeiten (beispielsweise im Verhalten) wahr zwischen mir und anderen Menschen.
- Alle Menschen sind sich in dieser Hinsicht ähnlich.
- Daraus schließe ich, dass alle Menschen ein Bewusstsein besitzen.
- Weil alle Menschen ein Bewusstsein besitzen wie ich, werden sie dadurch ähnlich empfinden wie ich.
- Daraus folgt: Was mir unangenehm ist, wird auch anderen Menschen unangenehm sein – oder sprichwörtlich formuliert: „Was du nicht willst, das man dir tu’, das füg’ auch keinem andern zu.“

### Atommodelle
Der Analogieschluss ist eine wichtige Form der reduktiven Schlüsse und stellt ein vielfach bedeutsam gewordenes Erkenntnismittel zur Gewinnung wissenschaftlicher Hypothesen dar. Ein historisches Beispiel ist hierfür die Aufstellung der ersten Atommodelle zu Beginn des 20. Jahrhunderts, die von der Annahme getragen wurden, dass sich die negativ geladenen Elektronen in Kreis- oder elliptischen Bahnen um den positiv geladenen Atomkern bewegen – jedes Atom also gleichsam als ein mikrokosmisches Sonnensystem betrachtet werden kann. Diese Annahme beruhte auf Analogieschlüssen der Tatsachen, dass das Coulombsche Gesetz, das die Kraft angibt, die zwei elektrischen Ladungen aufeinander ausüben, strukturell mit dem Newtonschen Gravitationsgesetz, aus dem wiederum die Keplerschen Gesetze der Planetenbahnen folgen, übereinstimmt.

### Periodensystem
Ein Beispiel für einen Analogismus ist das Periodensystem der Elemente, das auf Analogieschlüssen beruht, aber erst durch die Quantenphysik als richtig bestätigt wurde.